# Sebastian Greiber
Sebastian Greiber (* 30. Mai 1980 in Saarlouis) ist ein deutscher Politiker und Bürgermeister der Gemeinde Wadgassen. Er ist Mitglied der SPD.

## Leben und Beruf
Nach seinem Abschluss an der Kreisrealschule in Saarlouis 1997 absolvierte Greiber eine Ausbildung bei der Saarberg AG. Anschließend arbeitete er im Bereich Online-Entwicklung und Online-Marketing im Konzern der Saarbrücker Zeitung. Im Jahr 2002 war er Mitgründer, Gesellschafter und Geschäftsführer der Netzindianer GBR, die in der Folge 2007 Netzindianer Internetproduktionen GmbH und 2010 in die Netzindianer Sp. z o.o. übergegangen ist.
2004 gründete er das Unternehmen Deutsche Textil, die nach der Insolvenz 2020 Teil der Merchfactory GmbH Unternehmensgruppe wurde. Bis dahin war er alleiniger Gesellschafter des Familienunternehmens. Seit 5. August 2021 ist Sebastian Greiber nebenberuflich einer der geschäftsführenden Gesellschafter des neugegründeten Familienunternehmens grei.beer GmbH.
Am 1. Mai 2014 trat er das Amt des Bürgermeisters der Gemeinde Wadgassen an.
Im November 2016 übernahm Greiber die Geschäftsführung der Gemeindewerke Wadgassen GmbH und der Gemeindestrom Wadgassen GmbH. Im Januar 2021 kam die Geschäftsführung des Bäderbetriebs Wadgassen GmbH und mit der Gründung im September 2021 auch die Geschäftsführung der Grundstücks- und Immobiliengesellschaft Wadgassen GmbH & Co. KG hinzu. Im Februar 2025 trat er jedoch als Geschäftsführer aller Gemeinde-GmbHs zurück.
Im Oktober 2019 wurde Greiber zur Verbandsspitze der saarländischen IT-Zweckverbandes, eGo-Saar, gewählt. In dieser Funktion setzt Greiber federführend die Reform des IT-Zweckverbandes um, nachdem er gemeinsam mit der Gruppe der jungen SPD-Bürgermeister 2018 ein Reformpapier für den Zweckverband vorgelegt hatte. Seit Januar 2022 ist Greiber Vorsitzender des Aufsichtsrates von eGo-Saar.
Greiber ist verheiratet und Vater dreier Töchter und eines Sohnes.

## Politik
1997 wurde Greiber Mitglied der SPD und engagierte sich in verschiedenen Jugend- und Ausbildungsvertretungen. Im Mai 2000 trat er aus der SPD aus und wurde im Mai 2002 Mitglied der FDP. Bei den Saarliberalen hatte er diverse Posten inne. Er war Vorsitzender des Gemeindeverbands seiner Heimat (2003–2014), stellvertretenden Landesvorsitzender der Partei (2011–2014) sowie Kreisvorsitzender in Saarlouis (2012–2014). Bei den Jungen Liberalen war er Landesgeschäftsführer (2003–2006), stellvertretender Landesvorsitzender (2005–2009) und Landesvorsitzender (2009–2011) im Saarland.
Von 2009 bis 2014 war er Vorsitzender der FDP-Fraktionen im Kreistag Saarlouis sowie im Gemeinderat Wadgassen und Vorstandsmitglied im saarländischen Landkreistag.
2013 trat er trotz seiner Parteimitgliedschaft als freier Kandidat für die Wahl des Bürgermeisters in Wadgassen mit der Kampagne „I love Wadgassen“ an. Nachdem er im ersten Wahlgang mit 36 % die meisten Stimmen bekommen hatte, wurde er bei einer Stichwahl am 8. Dezember 2013 mit 63 % der Stimmen zum Bürgermeister gewählt. Dieses Amt trat er am 1. Mai 2014 an und ließ seitdem seine Parteimitgliedschaft ruhen. Im März 2017 kehrte er wieder zurück zur SPD.
Am 24. Mai 2019 wurde Greiber mit 70,8 % als Bürgermeister der Gemeinde Wadgassen für weitere 10 Jahre im Amt bestätigt.
Neben seiner Funktion als Kreisgruppensprecher der Bürgermeister im Landkreis Saarlouis, ist Greiber seit 2019 auch Mitglied des Präsidiums des Saarländischen Städte- und Gemeindetags.
Als Bürgermeister von Wadgassen hat Sebastian Greiber verschiedene Initiativen und Projekte ins Leben gerufen und folgende Schwerpunkte seiner Arbeit gesetzt:
1. Digitalisierung der Verwaltung: Greiber setzt sich für die Einführung digitaler Prozesse in der Verwaltung ein, um effizientere Arbeitsabläufe zu ermöglichen und den Bürgern einen leichteren Zugang zu den Dienstleistungen der Gemeinde zu bieten. Dazu zählen die Umsetzung von E-Government-Lösungen, Online-Serviceangebote und die Nutzung digitaler Technologien zur Verbesserung der internen Kommunikation. Die Gemeinde Wadgassen sowie das externe Beratungsunternehmen Passion4HR wurden in diesem Kontext 2022 mit dem HR Excellence Award in der Kategorie 'Change-Management' ausgezeichnet.[12]
2. Breitbandausbau: Mit dem Ziel, den ländlichen Raum attraktiver und wettbewerbsfähig zu gestalten, hat Greiber den Breitbandausbau in Wadgassen vorangetrieben.[13]
3. Bildung und Qualifizierung: Greiber nennt als Schwerpunkte in diesem Bereich u. a. die Modernisierung von Schulen und Bildungseinrichtungen, die Einführung digitaler Lehr- und Lernmittel sowie die Unterstützung von Projekten, die digitale Kompetenzen vermitteln.[14][15][16]
4. Zusammenarbeit mit regionalen Partnern: Sebastian Greiber engagiert sich für eine enge Zusammenarbeit mit anderen Kommunen, dem Land Saarland und regionalen Wirtschaftspartnern mit dem Ziel, Synergien zu nutzen und gemeinsam Projekte umzusetzen.
5. Nachhaltigkeit und Umweltschutz: Greiber setzt sich auch für den Schutz der Umwelt und die Umsetzung nachhaltiger Projekte in der Gemeinde Wadgassen ein, z. B. Maßnahmen zur Energieeinsparung, den Ausbau von erneuerbaren Energien und die Förderung umweltfreundlicher Mobilitätslösungen.[17][18]
6. Smart City-Konzepte: Smart City-Technologien stellen laut Greiber eine Möglichkeit dar, um die Lebensqualität der Bürger zu verbessern und die Nachhaltigkeit der Gemeinde zu fördern. Er setzt sich daher für den Einsatz von IoT-Technologien, intelligenten Verkehrssystemen und energieeffizienten Lösungen ein. Das Projekt „Smartgassen“[19] bündelt Visionen und Maßnahmen der Gemeindeverwaltung in diesem Aufgabenfeld.[20]

Als Mitglied des Bitkom und dem Netzwerk junger Bürgermeister in Deutschland ist Greiber gefragter Experte im Themenbereich der Verwaltungsdigitalisierung und Smartcity. Neben Artikeln in Fachmedien ist Greiber regelmäßig zu Gast bei Fachtagungen und Podiumsteilnehmer auf Messen und Kongressen rund um das Thema Digitalisierung.